# London Borough of Wandsworth
Der London Borough of Wandsworth [ˈwɒndzwəθ] ist ein Stadtbezirk von London. Er liegt im Südwesten der Stadt. Bei der Gründung der Verwaltungsregion Greater London im Jahr 1965 entstand er aus dem Metropolitan Borough of Battersea und dem Metropolitan Borough of Wandsworth in der Grafschaft Surrey (ohne die Stadtteile Clapham und Streatham).

## Bedeutung
Der Bahnhof Clapham Junction, der größte Bahnhof Großbritanniens, liegt im Osten des Stadtbezirks. Das Wahrzeichen von Wandsworth ist die Battersea Power Station. Weiterhin befindet sich mit dem Battersea Park eine populäre, 83 Hektar große, zwischen 1846 und 1864 angelegte und schon 1858 eröffnete Parkanlage, die unter anderem einen Zoo und eine japanische Pagode beinhaltet, im Stadtteil. In Wandsworth liegt das gleichnamige bekannte Gefängnis von Wandsworth, in dem bis in die 1960er Jahre zum Tode verurteilte Schwerverbrecher hingerichtet wurden.

## Geschichte
Battersea galt im späten 19. Jahrhundert und in der ersten Hälfte des 20. Jahrhunderts als Hochburg des linken Flügels der Arbeiterbewegung. 1892 wurde im Wahlkreis Battersea North mit John Burns einer der ersten Vertreter der Gewerkschaften ins Unterhaus gewählt, von 1922 bis 1923 und 1924 bis 1929 vertrat der aus Indien stammende Kommunist Shapurji Saklatvala diesen Wahlkreis.

## Stadtteile
- Balham
- Battersea
- Earlsfield
- Furzedown
- Nine Elms *
- Putney *
- Putney Heath *
- Putney Vale
- Roehampton *
- Southfields
- Streatham Park
- Tooting *
- Tooting Bec
- Wandsworth Town

* - Zu entsprechenden Stadtteilen gibt es noch keine eigenen Artikel, nur Weiterleitungen hierher.

## Bevölkerung
Die Bevölkerung setzte sich 2008 zusammen aus 79,7 % Weißen, 7,4 % Asiaten, 7,2 % Schwarzen und 1,0 % Chinesen.

## Persönlichkeiten
- Clement Attlee (1883–1967), Premierminister
- Blanche Edith Baughan (1870–1958), Lyrikerin, Schriftstellerin und Reformerin im neuseeländischen Strafvollzug
- Darren Bent (* 1984), Fußballspieler
- John Bicourt (1945–2023), Hindernisläufer
- Sam Bird (* 1987), Rennfahrer
- Emily Blunt (* 1983), Schauspielerin
- Camille Coduri (* 1965), Schauspielerin
- Thomas Cromwell, 1. Earl of Essex (um 1485–1540), Staatsmann
- Timothy Crooks (* 1949), Ruderer
- Seb Dance (* 1981), Politiker
- Gladys Daniell (1884–1962), Fechterin
- Gillian Dobb (1929–2001), Schauspielerin
- Jack Dunfee (1901–1975), Autorennfahrer
- Craig Eastmond (* 1990), Fußballspieler
- Matt Elliott (* 1968), schottischer Fußballspieler
- Edward Gibbon (1737–1794), Historiker
- Edmund Gwenn (1877–1959), Bühnen- und Filmschauspieler
- Lynden David Hall (1974–2006), Sänger und Songwriter
- Jade Harrison (* 1980), Schauspielerin
- Jarrett Hart (* 1980), Basketballspieler
- Emily Head (* 1988), Schauspielerin
- Chris Kimsey (* 1951), Musikproduzent und Toningenieur
- Ademola Lookman (* 1997), Fußballspieler
- Lawrence Oates (1880–1912), Polarforscher
- Anthony Phillips (* 1951), Gitarrist
- Derek Pugh (1926–2008), Leichtathlet
- Sangharakshita (1925–2018), buddhistischer Geistlicher
- Dorothy Tarrant (1885–1973), Altphilologin
- John Walter (1776–1847), Verleger
- Edwin George Ross Waters (1890–1930), Romanist, Hochschullehrer
- Wilfred Waters (1923–2006), Radrennfahrer
- Alexander William Williamson (1824–1904), Chemiker
- Matt Willis (* 1983), Sänger und Songwriter
- The xx, Indie-Band